# Роналд Гаран
Роналд Джон Гаран (на английски: Ronald John Garan) e американски пилот и астронавт на НАСА, участник в два космически полета и дълговременен престой в космоса от 164 денонощия по време на Експедиция 27 на МКС.

## Образование
Роналд Гаран завършва колежа Roosevelt High School в Йонкърс, Ню Йорк през 1979 г. През 1982 г. завършва Държавния университет на Ню Йорк с бакалавърска степен по икономика. През 1996 г. защитава магистърска степен по аерокосмическо инженерство в университета на Флорида.

## Военна кариера
Роналд Гаран постъпва на активна военна служба през 1984 г. През 1985 г. става пилот в USAF. От 1986 до 1988 г. е пилот на F-16 в бойна ескадрила 496, базирана в авиобазата Хам, Германия. През март 1988 г. става инструктор на F-16. От август 1990 до март 1991 г. взема участие в Операция Пустинна буря и извършва бойни полети над територията на Ирак. През 1994 г. става командир на бойна ескадрила 39, базирана в авиобазата Еглин, Флорида. Напуска USAF на 1 юни 2009 г. В кариерата си има повече от 5000 полетни часа на 30 различни типа самолети.

## Служба в НАСА
Роналд Гаран e избран за астронавт от НАСА на 26 юли 2000 г., Астронавтска група №18. Взема участие в два космически полета. Има в актива си 4 космически разходки с обща продължителност 27 часа и 03 минути.

## Полети
Роналд Гаран лети в космоса като член на екипажа на две мисии:
| Космически полети на Роналд Джон Гаран                    | Космически полети на Роналд Джон Гаран | Космически полети на Роналд Джон Гаран | Космически полети на Роналд Джон Гаран | Космически полети на Роналд Джон Гаран | Космически полети на Роналд Джон Гаран | Космически полети на Роналд Джон Гаран |
| №                                                         | Дата                                   | КК                                     | Емблема на мисията                     | Функции                                | Продължителност                        |                                        |
| --------------------------------------------------------- | -------------------------------------- | -------------------------------------- | -------------------------------------- | -------------------------------------- | -------------------------------------- | -------------------------------------- |
| 1                                                         | 31 май 2008                            | „Дискавъри“, мисия STS-124             |                                        | Специалист на мисията                  | 13 денонощия 18 часа 13 мин. 07 сек.   |                                        |
| 2                                                         | 16 май 2011                            | „Союз ТМА-21“, Експедиция 27 на МКС    |                                        | Бордови инженер                        | 164 денонощия 05 часа 41 мин.          |                                        |
| Сумарно време в космоса – 177 денонощия 23 часа 54 минути |                                        |                                        |                                        |                                        |                                        |                                        |

## Награди
- Летателен кръст за заслуги;
- Медал за похвала;
- Въздушен медал;
- Медал за постижения във въздуха;
- Медал за изключителни постижения в USAF;
- Медал за служба в националната отбрана;
- Медал за участие в хуманитарни операции;
- Медал за продължителна служба в USAF;
- Медал за завършен тренировъчен курс на USAF;
- Медал за освобождението на Кувейт;
- Медал на НАСА за изключителни заслуги;
- Медал на НАСА за участие в космически полет.